# Hotoan, Satu Mare
Hotoan este un sat în comuna Căuaș din județul Satu Mare, Transilvania, România. Se află în partea de sud-vest a județului, în Câmpia Ierului, pe DJ195C. La recensământul din 2002 avea o populație de 193 locuitori. Biserica ortodoxă din sat cu hramul "Sf. Arhangheli Mihail și Gavriil" datează din anul 1800 și are statut de monument istoric (cod: SM-II-m-B-05317).